# Secretario personal del sumo pontífice
El secretario personal del sumo pontífice es aquel que asiste al papa en las funciones religiosas, en la administración ordinaria y organización de encuentros del pontífice. El secretario personal es obligatoriamente un miembro del clero,  comúnmente un sacerdote joven del clero secular. Desde 1970 suele haber dos secretarios personales. Tras la elección del papa León XIV, se designó a Edgard Rimaycuna Inga 
A continuación están reportados los nombres de todos los secretarios particulares desde 1914 hasta hoy.

## Lista de los secretarios personales de los pontífices
| N.º | Secretario                | Papa          | Año               |
| --- | ------------------------- | ------------- | ----------------- |
| 1   | Giovanni Bressani         | Pío X         | 1903-1914         |
| 2   | Attilio Bianchi           | Benedicto XV  | 1914-1917         |
| 3   | Carlo Confalonieri        | Pío XI        | 1922-1939         |
| 4   | Robert Leiber, SJ         | Pío XII       | 1939-1958         |
| 5   | Loris Francesco Capovilla | Juan XXIII    | 1958-1963         |
| 6   | Pasquale Macchi           | Pablo VI      | 1963-1978         |
| 7   | Diego Lorenzi, F.D.P.     | Juan Pablo I  | 1978              |
| 8   | Stanisław Dziwisz         | Juan Pablo II | 1978-2005         |
| 9   | Georg Gänswein            | Benedicto XVI | 2005-2013         |
| 10  | Alfred Xuereb             | Francisco     | 2013-2014         |
| 11  | Fabián Pedacchio          | Francisco     | 2014-2019         |
| 12  | Gonzalo Aemilius, S.J.    | Francisco     | 2020-2023         |
| 13  | Daniel Pellizzon          | Francisco     | 2023-2025         |
| 14  | Juan Cruz Villalón        | Francisco     | 2020-2025         |
| 14  | Edgard Rimaycuna Inga     | León XIV      | 2025 - Actualidad |

## Lista de los segundos secretarios personales de los pontífices
| N.º | Secretario              | Papa          | Año       |
| --- | ----------------------- | ------------- | --------- |
| 1   | John Magee, S.P.S.      | Pablo VI      | 1970-1982 |
| 1   | John Magee, S.P.S.      | Juan Pablo I  | 1970-1982 |
| 1   | John Magee, S.P.S.      | Juan Pablo II | 1970-1982 |
| 2   | Emery Kabongo Kanundowi | 1982-1987     |           |
| 3   | Vincent Tran Ngoc Thu   | 1988-1996     |           |
| 4   | Mieczysław Mokrzycki    | 1996-2007     |           |
| 4   | Mieczysław Mokrzycki    | Benedicto XVI |           |
| 5   | Alfred Xuereb           | 2007-2013     |           |
| 6   | Fabián Pedacchio Leaniz | Francisco     | 2013-2014 |
| 7   | Yoannis Lahzi Gaid      | Francisco     | 2014-2020 |
| 8   | Fabio Salerno           | Francisco     | 2020-2025 |

## Galería fotográfica

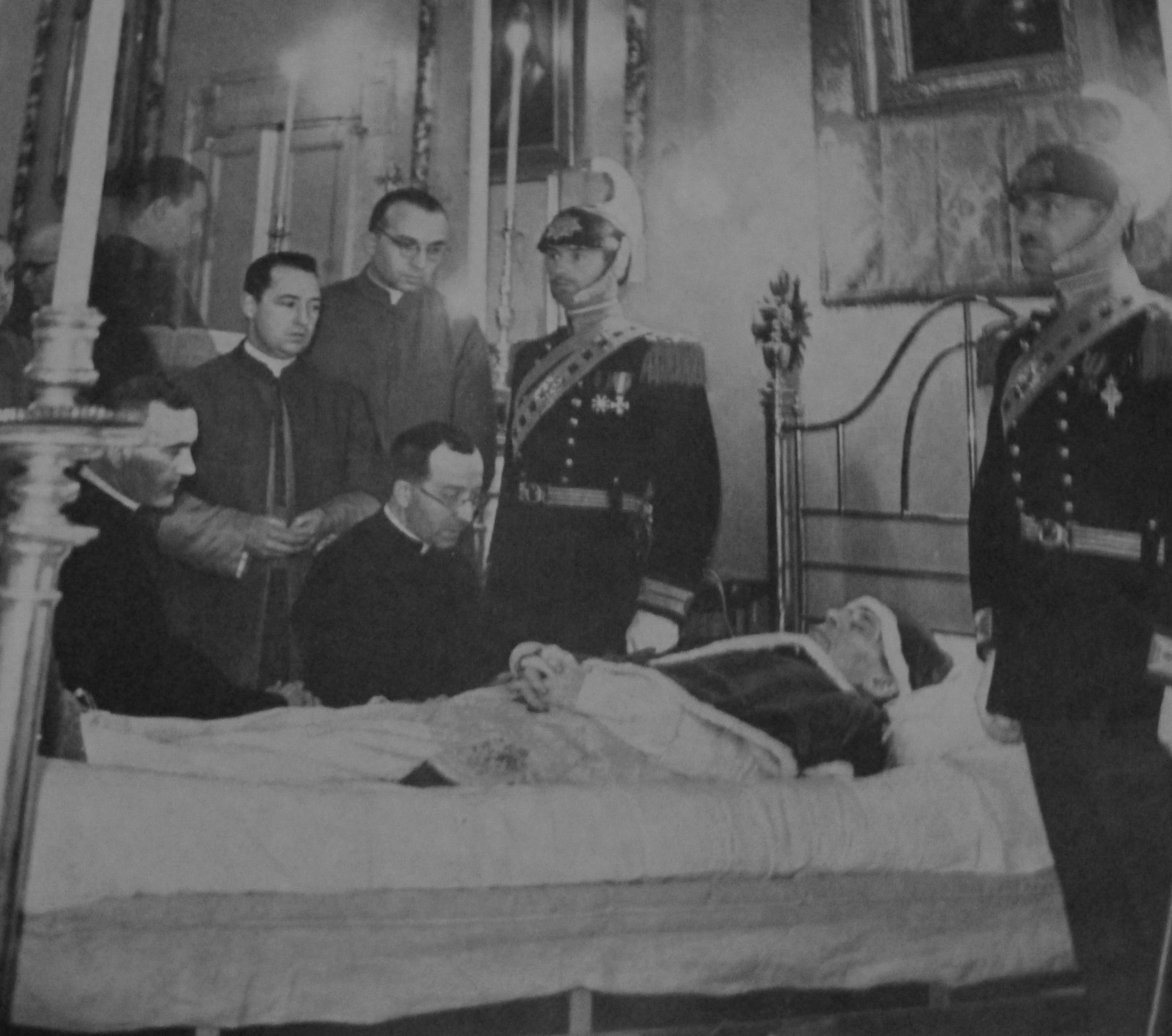
mons. Confalonieri y mons. Diego Venini (arrodillado) en el velatorio de Pío XI
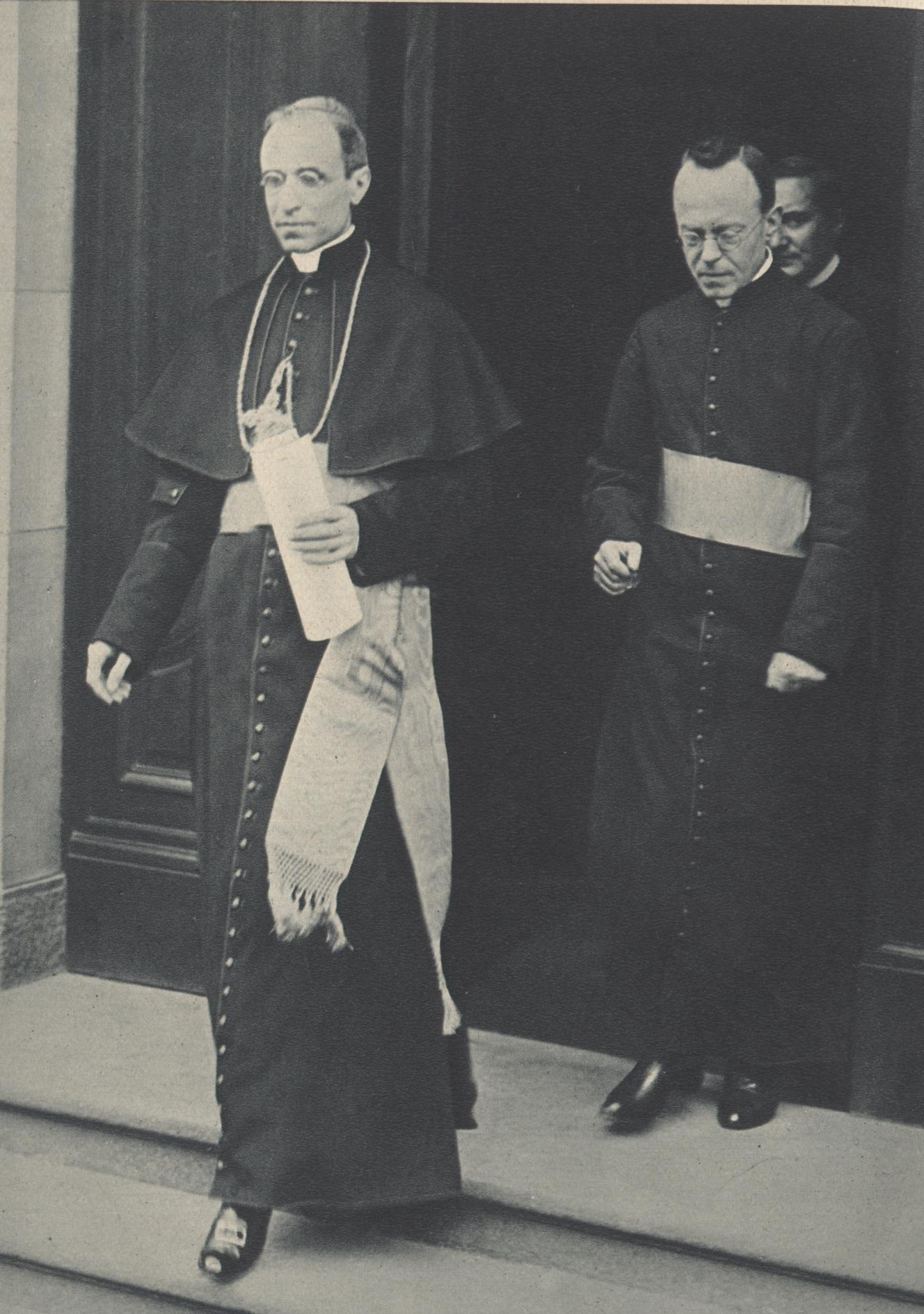
Robert Leiber con Eugenio Pacelli, futuro Pío XII
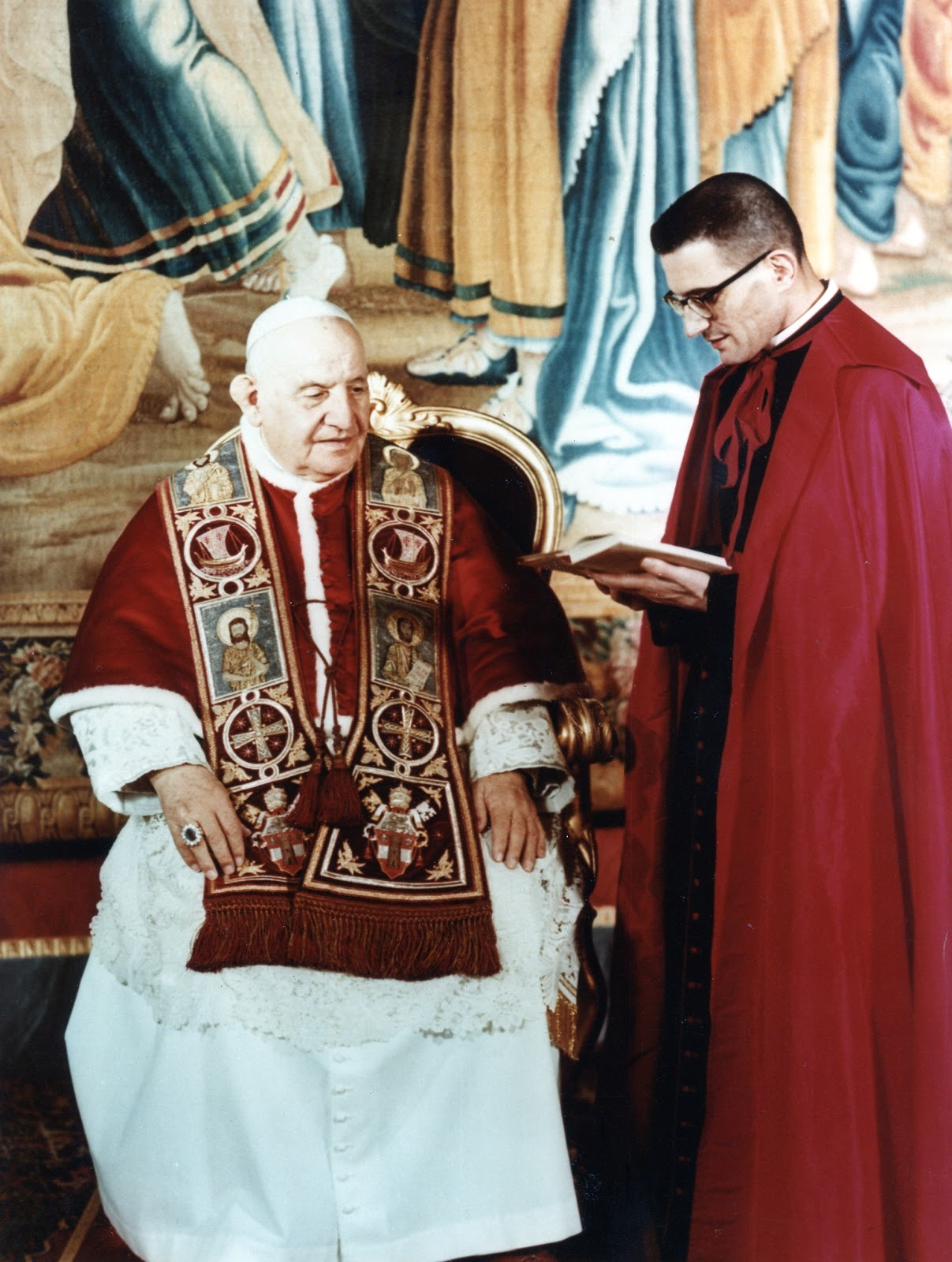
Loris Francesco Capovilla con el papa Juan XXIII
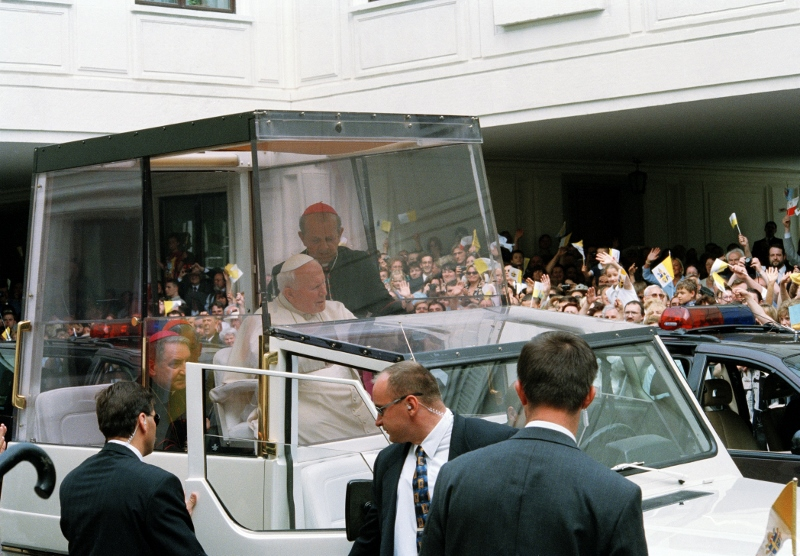
Stanisław Dziwisz con Juan Pablo II en el papamóvil
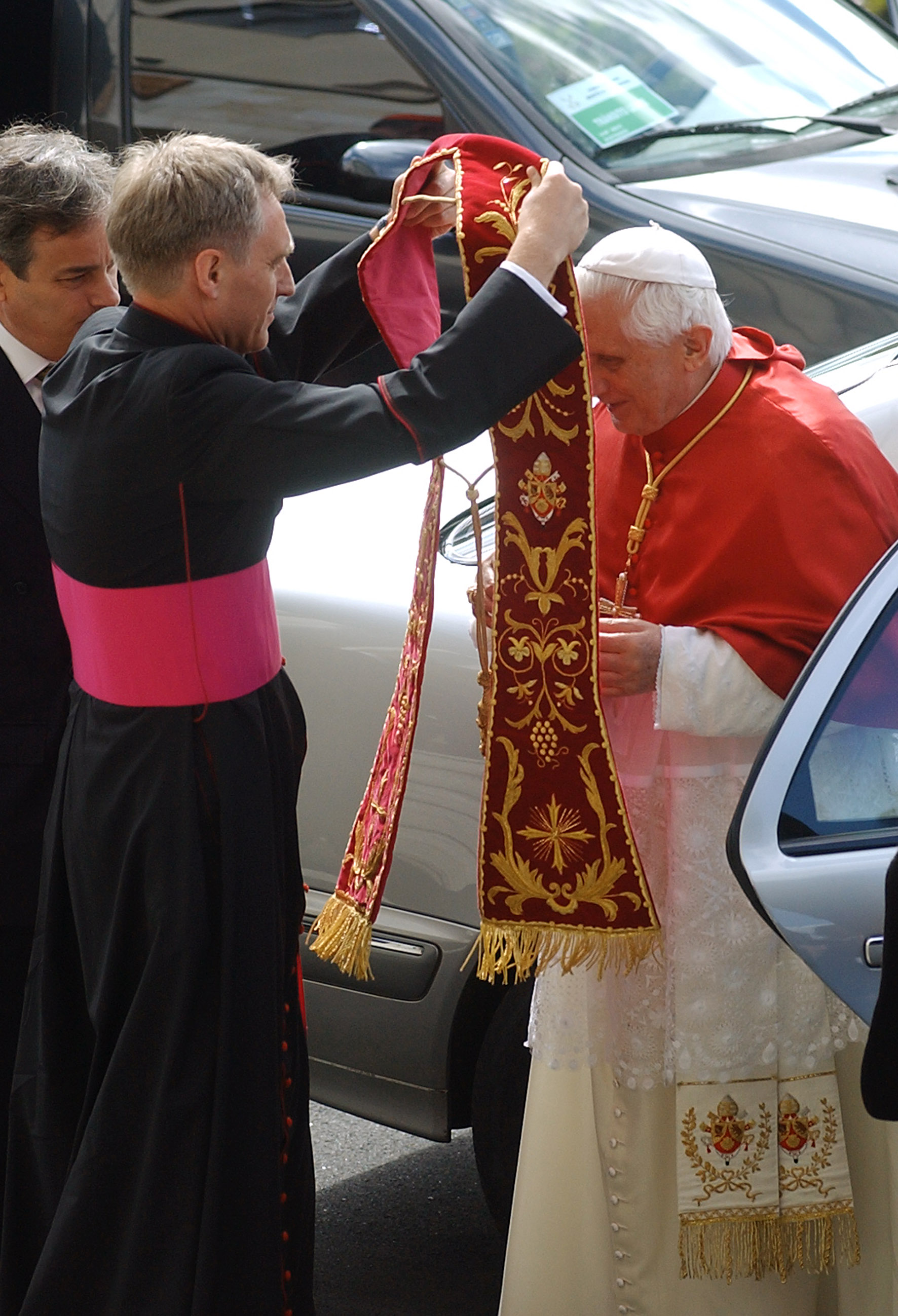
Georg Gänswein con Benedicto XVI
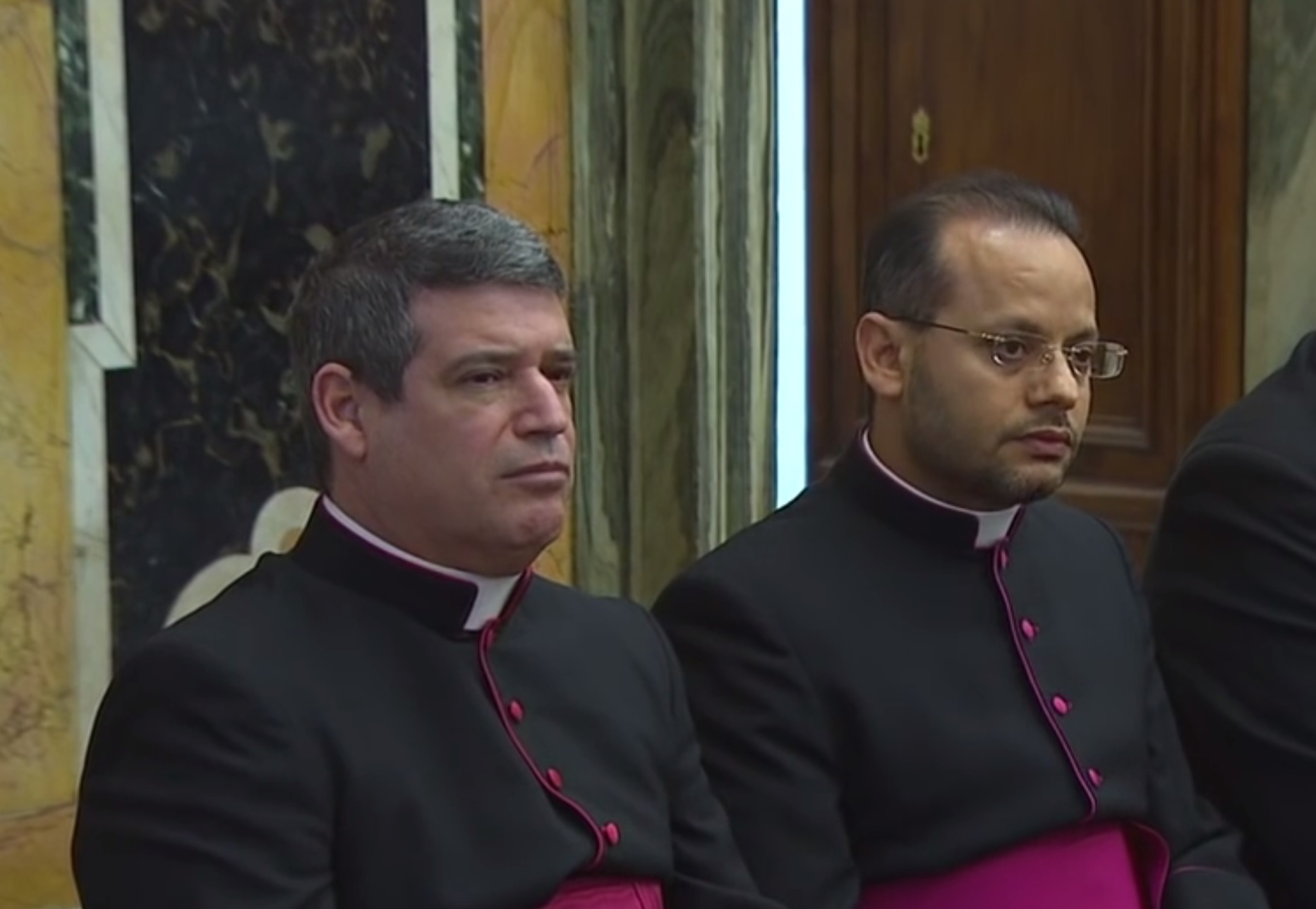
Fabián Pedacchio y Yoannis Lahzi Gaid en 2016